# ムンバイ-プネー・インターシティ急行

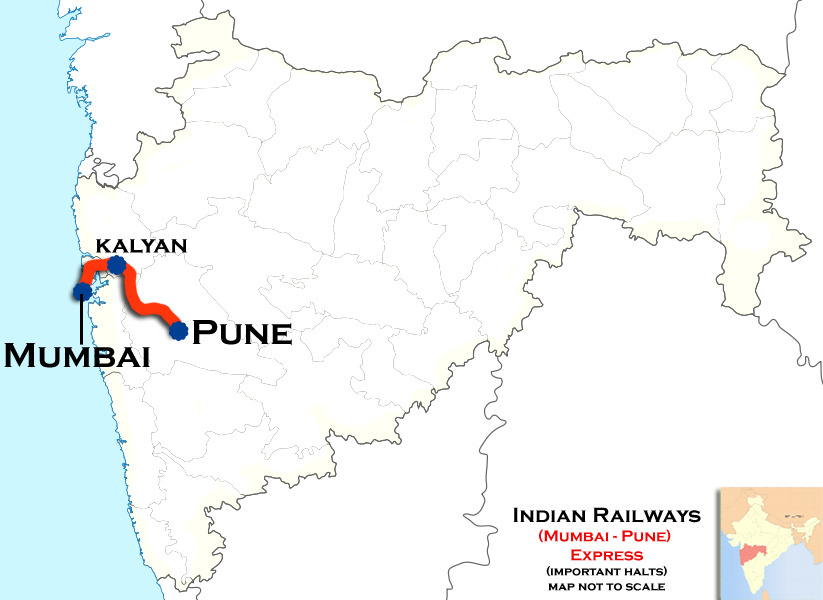
路線図

ムンバイ-プネー・インターシティ急行（英語: Mumbai–Pune Intercity Express）は、インドの急行列車（インターシティ急行）の1つ。ムンバイとプネーの間を結ぶ。

## 概要
1995年から2004年までムンバイとプネーの間を運行していたシャターブディー急行（ムンバイ-プネー・シャターブディー急行）の代替として、同年3月15日から営業運転を開始した列車。チャトラパティ・シヴァージー・ターミナス駅とプネー・ジャンクション駅を結ぶインターシティ急行に位置づけられており、従来のシャターブディー急行と比べ安価な運賃設定が行われている。また、後述のムンバイ- プネー間の都市間列車のうち、2019年時点で最も平均速度が速い列車となっている。
使用車両はインド鉄道の標準型客車であるLHB客車で、2019年以降は車体へ伝わる振動を抑えた新設計の連結器・緩衝器を備えた車両が投入されている。また、同年には試験的に機関車を客車編成の前後に連結したプッシュプル運転が実施された。